# 三菱Carisma
三菱Carisma（英語：Mitsubishi Carisma）乃日本三菱汽車自1995年至2004年之間，由旗下的荷蘭汽車（VDL Nedcar前身）所製造發售的中型車，其底盤平台與第一代富豪S40/V40共用，用以取代三菱Galant車系主打歐洲市場的中產階級客層，在日本及歐洲都有銷售。同時也是三菱汽車與富豪汽車、荷蘭政府共同出資於1991年成立VDL Nedcar後，在1995年所共同開發的第一個作品。

## 歷史
在1991年12月由三菱汽車、富豪汽車與荷蘭政府三方共同出資並從達富（Van Doorne’s Automobielfabrieken）手中買下的NedCar（Netherlands Car B.V.），遂以「真正歐式舒適」為前提開發出適合消費者需求的底盤和車款，1995年5月於歐洲誕生的Carisma，以及源自相同底盤的富豪S40/V40就在這樣的情況下問世，當然三菱汽車有了這款歐日混血的產品，自然要將它介紹給日本民眾。
與三菱Spacestar、富豪S40/V40共用底盤的Carisma，在2550mm軸距底盤平台下創造出4450×1695×1405mm車身尺碼，1995年首先出現的是五門掀背，1996年6月則是傳統四門房車，動力上共有三菱汽車自製的1.8L直列四缸引擎，和來自法國雷諾汽車的柴油引擎，而以進口車身份回到日本的Carisma則是四門版本，動力上搭載1.8L SOHC直列四缸汽油引擎，擁有125hp/6000rpm、16.5kgm/4500rpm功率輸出，雖然歐規版有五速手排可選擇，但在日本僅有INVECS-II四速自排一種。在引進日本後原廠的行銷策略是將Carisma塑造成歐洲版Lancer Evo.，遂被冠上Carisma GT名號。
Carisma的車體結構採用當時最新研發的RISE設計，擁有高剛性及高效能吸震效果，對於乘員安全有莫大保障。內裝諸多設計風格和配備與Lancer、Galant共用，寬敞的乘坐空間也受到消費者喜愛。懸吊系統則採用前麥弗遜、後拖曳臂結構，在舒適與操控之間取得平衡，此外除了基本款外，全車系均將前雙座SRS氣囊列為標準配備。
1997年10月因市場對於引擎輸出馬力過低有所不滿，因此換上1834cc DOHC的GDI缸內直噴直列四缸引擎，最大馬力提升為140hp，且二氧化碳排放量也明顯降低，同時針對外觀和內裝做些許修改，還將側邊氣囊列為全車系標準配備。這在1990年代可算是非常奢侈的安全行頭。
然而Carisma的安全防護並未受到消費者青睞，銷售量每況愈下，為了降低風險，日本三菱汽車遂在1999年決定不再引進日本，而歐洲則在2005年全面停產。

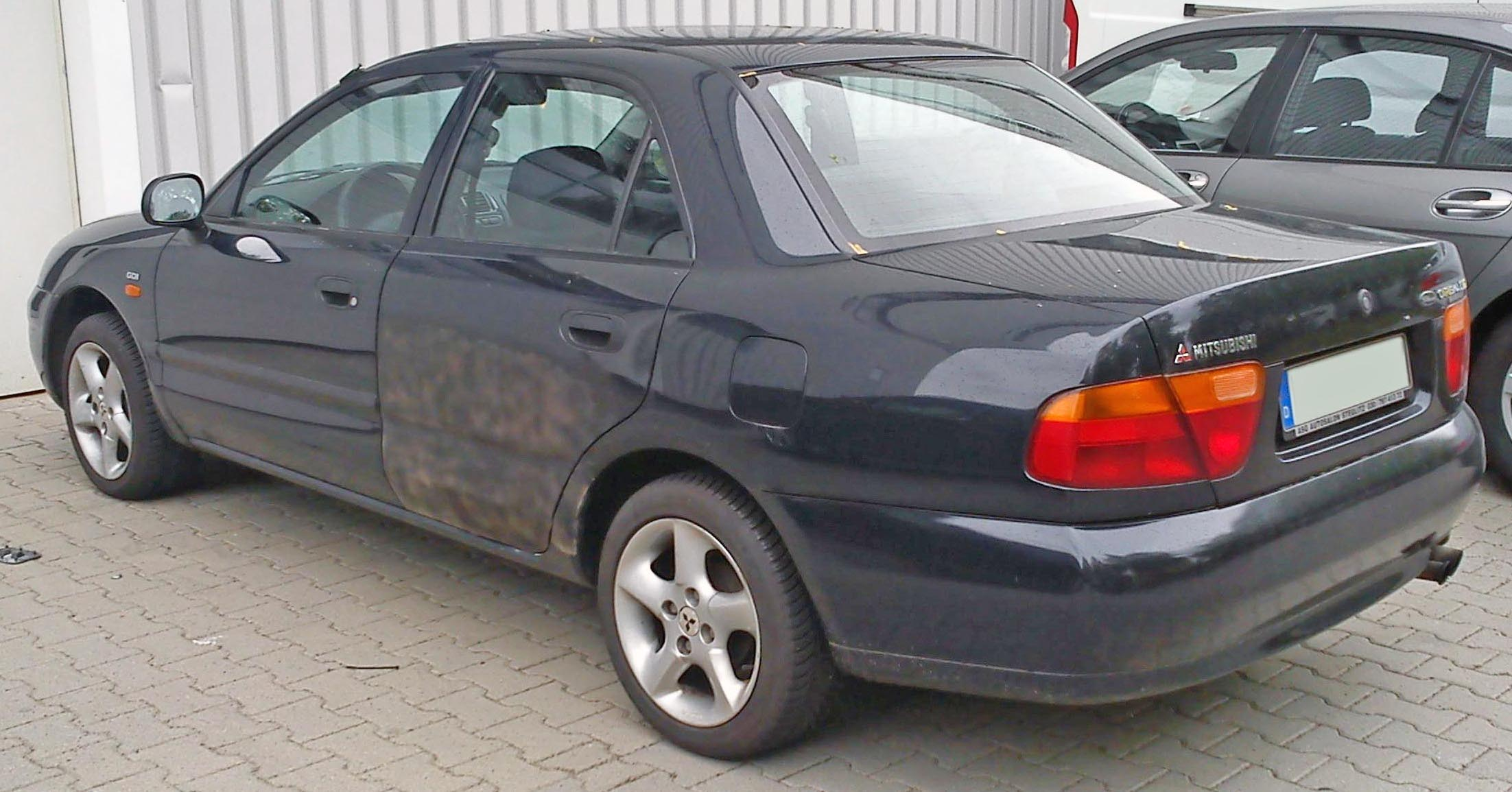
第一代Carisma四門轎車前期型車尾
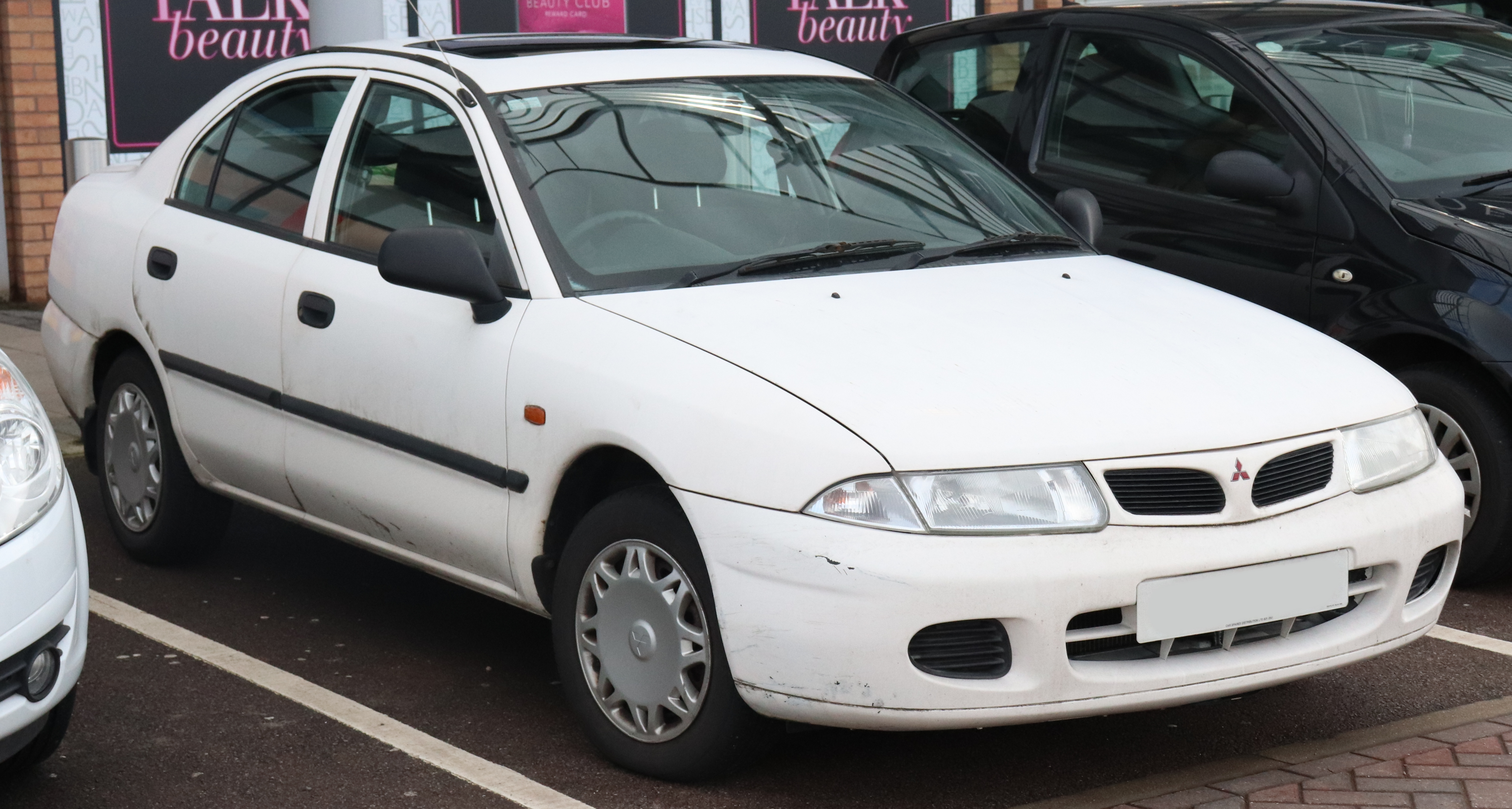
第一代Carisma GL 1.6五門斜背車前期型車頭
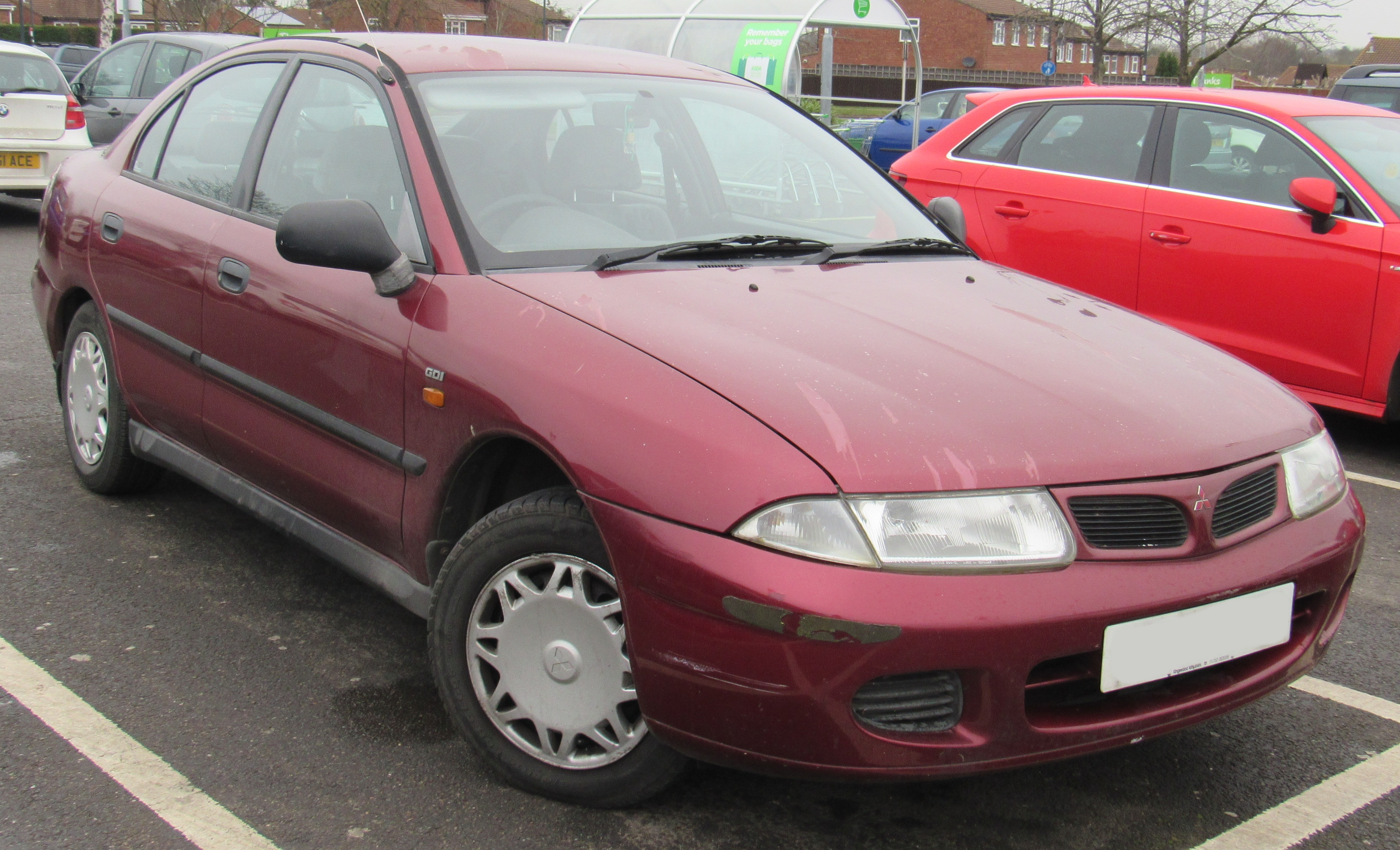
第一代Carisma GLS GDi 1.8五門斜背車前期型車頭
第一代Carisma GLS GDi 1.8五門斜背車前期型車尾
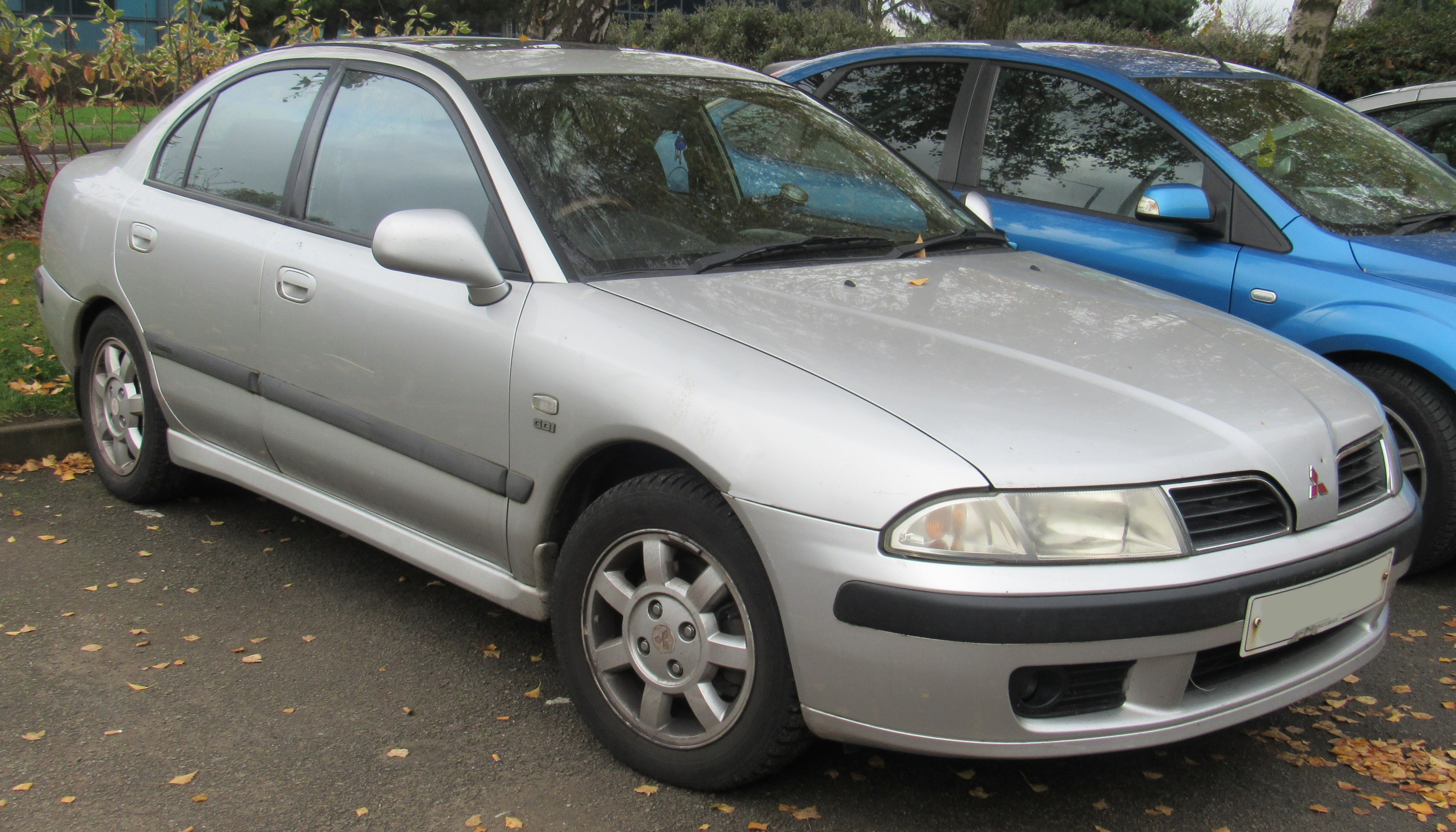
第一代Carisma GDi 1.8五門斜背車中期型車頭
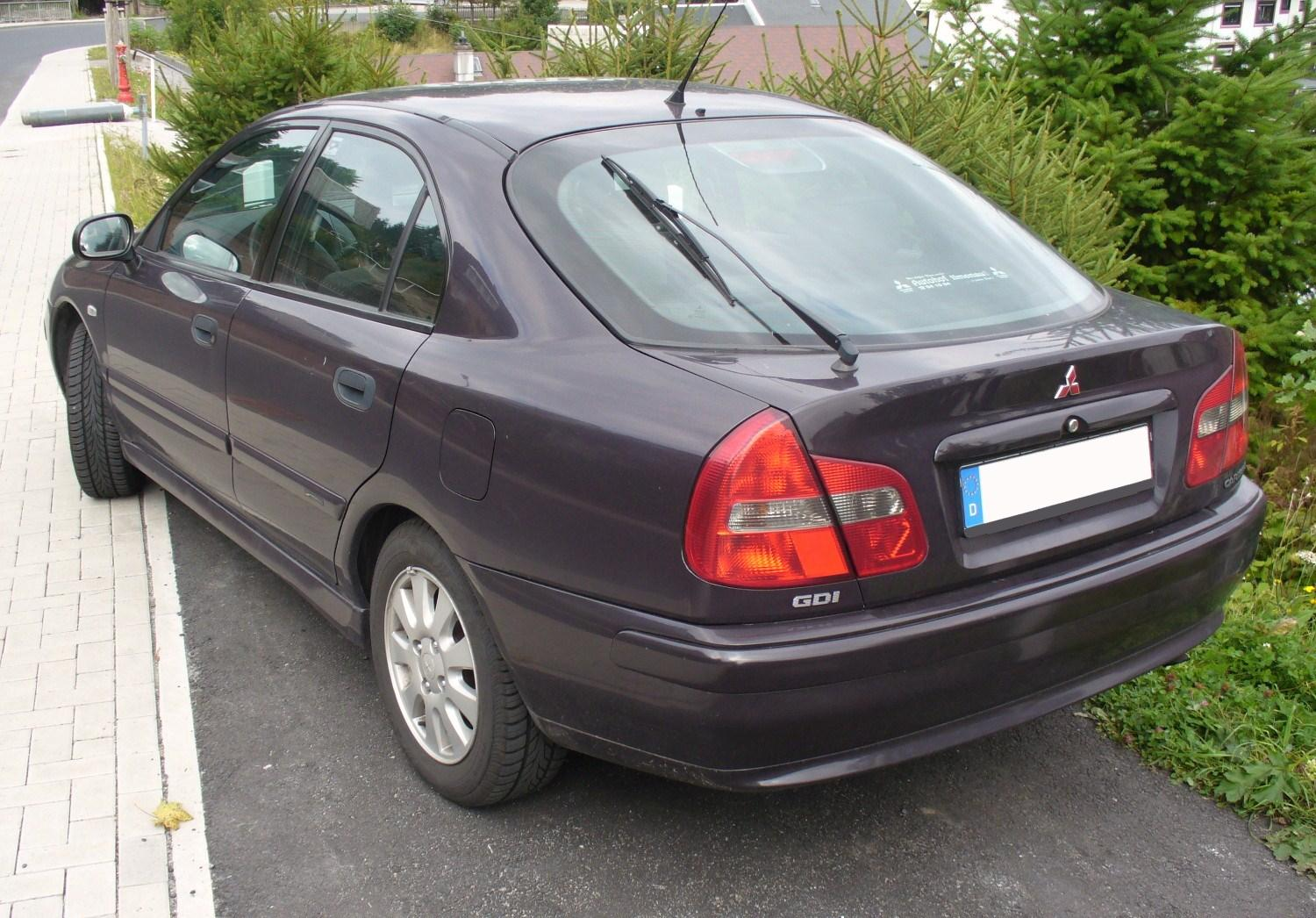
第一代Carisma GDi 1.8五門斜背車中期型車尾
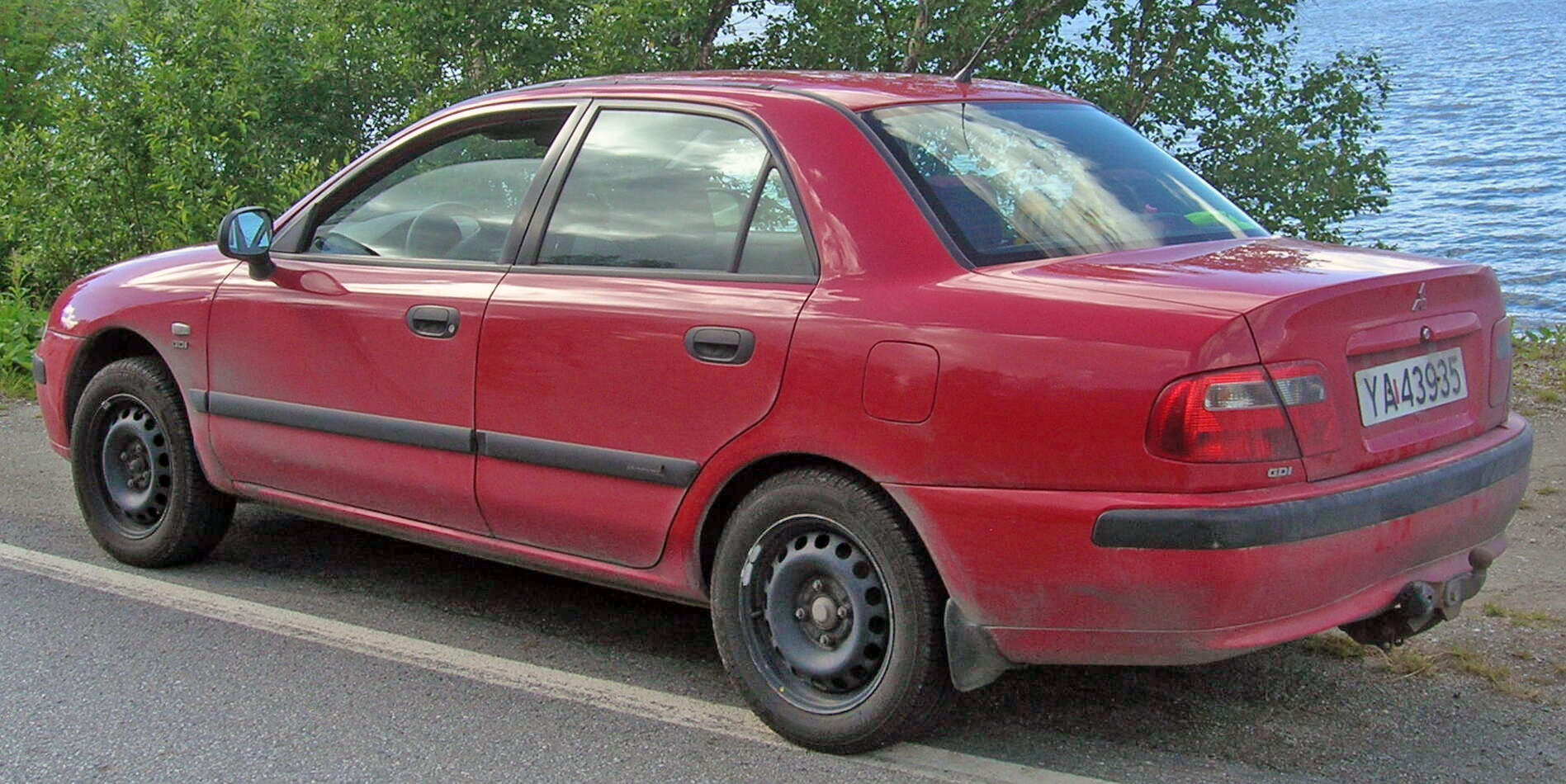
第一代Carisma四門轎車中期型車尾
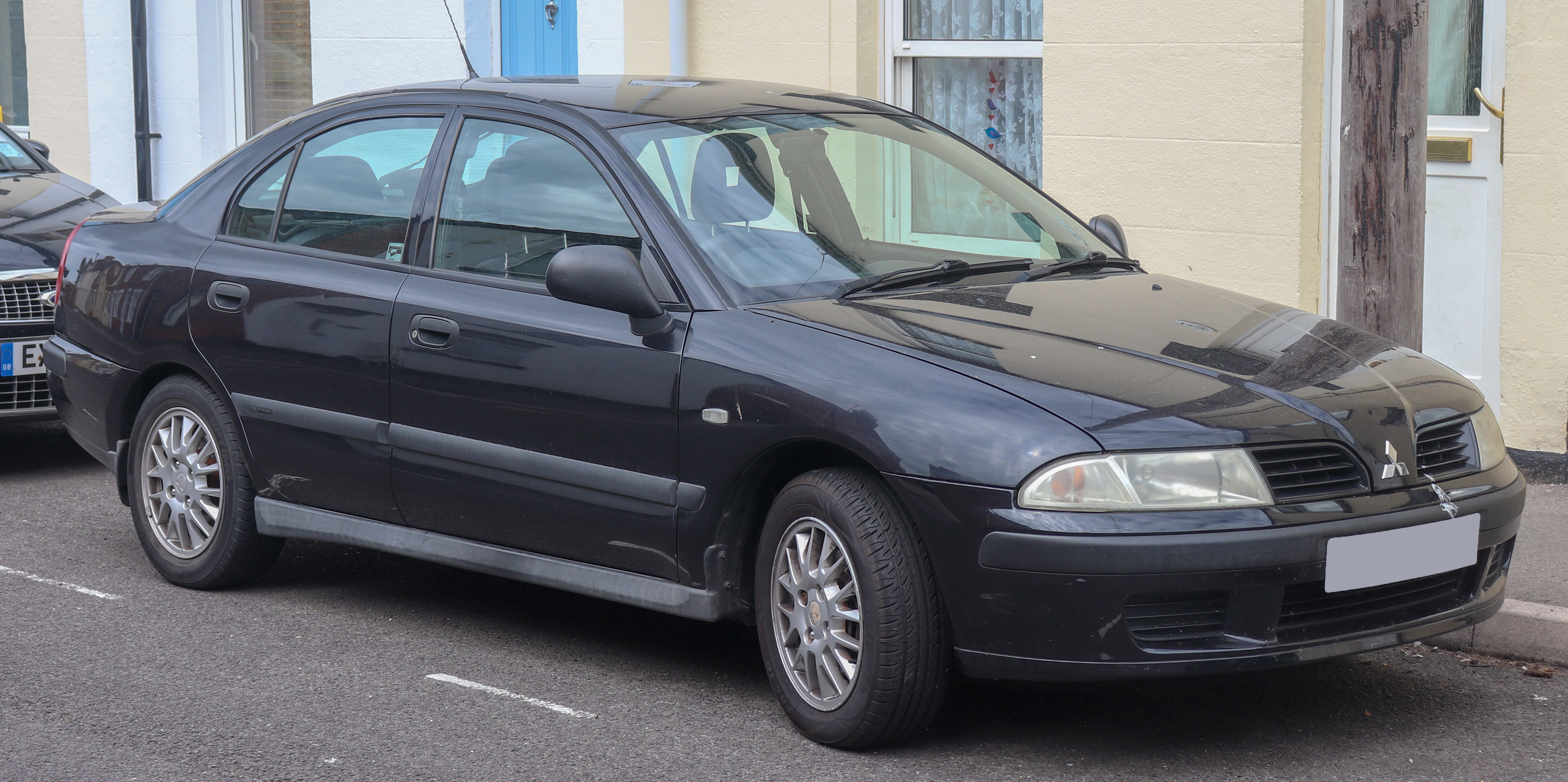
第一代Carisma Equippe 1.6五門斜背車後期型車頭
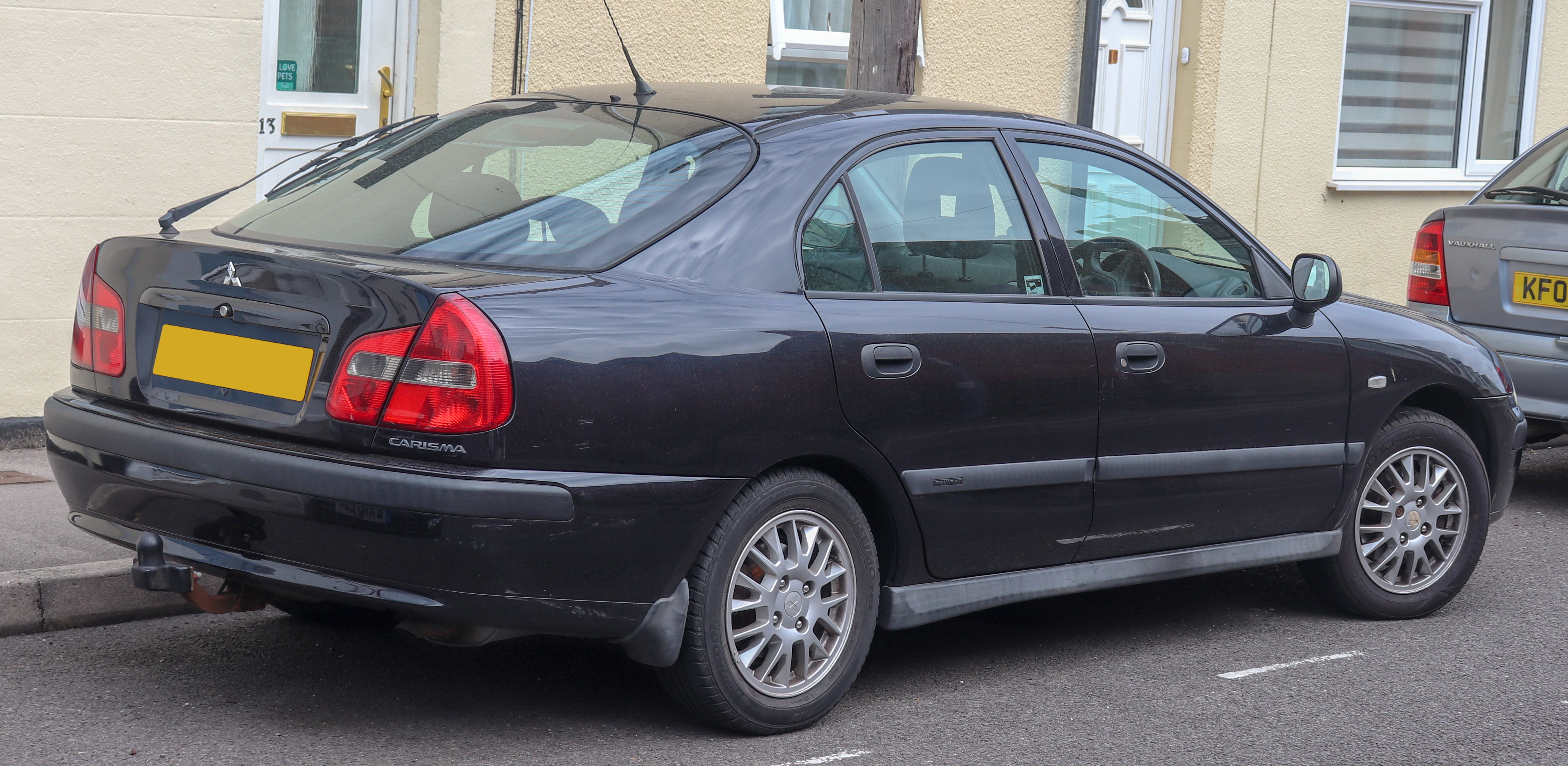
第一代Carisma Equippe 1.6五門斜背車後期型車尾